# Ophrypetalum odoratum
Ophrypetalum odoratum là loài thực vật có hoa duy nhất thuộc chi Ophrypetalum trong họ Na (Annonaceae). Loài này được Friedrich Ludwig Emil Diels mô tả khoa học đầu tiên năm 1936 khi ông mô tả chi này.
Loài này phân bố trong khu vực duyên hải từ miền nam Kenya tới Tanzania, nhưng tại Tanzania thì kéo dài về phía nội địa tới các sườn núi thấp của dãy núi Vòng cung Miền Đông (Eastern Arc Mountains).